# Lineær føring
Lineær føring benyttes ofte til meget præcis lineær bevægelse, ofte fremstillet i hærdet stål og derfor meget modstandsdygtig overfor slitage.
Metoden benyttes i en kombination med en lineær kugleføring.
Lineære føringer findes ofte i CNC-styrede maskiner som kræver meget nøjagtige og gentagende bevægelser.
| Maskiner | Spire Denne artikel om maskiner, maskindele og apparater er en spire som bør udbygges. Du er velkommen til at hjælpe Wikipedia ved at udvide den. |